# Sara Sandeva
Sara Sandeva (* 25. června 1997 Skopje, Makedonie) je česká herečka makedonského původu.

## Život
Sara Sandeva se narodila ve Skopje v dnešní Severní Makedonii. Když jí byly dva roky, přestěhovala se se svými rodiči Slobodankou a Antoniem Sandevovými do Česka. Má mladšího bratra Tea a s rodinou žije v Praze.[zdroj?]
Hrát začala v šesti letech, studuje herectví na Pražské konzervatoři a působí v televizi a v divadle La Fabrika.
Od roku 2021 tvoří pár s hercem Jakubem Prachařem.
V září roku 2023 přijala české občanství.[zdroj?]

## Filmografie

### Film a televize
- Lehká jako dech (2012), Lucie
- Gympl s (r)učením omezeným (2012), Nikol Matulová
- Od utre nov list (2013), dvojče
- Ulice (2015), Skyler van Ruyter
- Život je život (2015), Pavlína
- Rapl (2016), Johana Kunešová
- Strašidla (2016), víla Jitřenka
- Muzzikanti (2016), Erika
- Čertoviny (2017), Hanička
- Dáma a Král (2017), díl: Smrt v jezerní kotlině
- Věčně tvá nevěrná (2018) – Dana
- Po čem muži touží (2018), Julie
- Bůh s námi – od defenestrace k Bílé hoře – česko-rakousko-francouzský televizní film 2018[3], Alžběta Stuartovna
- Specialisté (2019), díl: „Nový život“
- Zakleté pírko (2019) – princezna Ebénie
- Místo zločinu Ostrava (2020) – Karin Rosová, díl: „Rituál“
- Necista krv-greh predaka (2021) – Sofka
- Hlava Medúzy (2021) – Hedvika Kratochvílová, díl: „Krev na stříbrném plátně“
- Dvojka na zabití (2021) – kpt. Karolína Světlá – vyšetřovatelka Pražské kriminální policie – oddělení vražd
- Vánoční příběh (2022) – Romana
- Jedna rodina (2023) – Bára
- Jakub a Sara (2025) – Sara

### Divadlo
- Pěna dní, 2012, Alise, Divadlo La Fabrika
- Kejklíř z Lublinu, 2015, Halina, Východočeské divadlo Pardubice[4]
- Jelen v Borůvčí, 2016, Divadlo na Rejdišti[5]
- Marta, 2022, Helena Vondráčková, Letní scéna Musea Kampa

## Diskografie
V roce 2018 natočila klip k písničce „Hvězda důvěrná“ od textařky Patricie Fuxové. Písničku také zazpívala ve filmu Po čem muži touží.